# Jerzy Sikorski (ur. 1947)
Jerzy Sikorski (ur. 2 lipca 1947 w Gdańsku) – polski robotnik, działacz opozycji w okresie PRL, sygnatariusz gdańskich porozumień sierpniowych.
W 1964 ukończył Zasadniczą Szkołę Zawodową Przemysłu Okrętowego dla Pracujących przy gdańskiej Stoczni Północnej, a w 1980 został absolwentem Technikum Mechaniczno-Elektrycznego dla Pracujących. Pracował w Stoczni Północnej i w Unimorze, a po odbyciu służby wojskowej w 1969 został zatrudniony jako monter w Gdańskiej Stoczni Remontowej. W sierpniu 1980 brał udział w strajku w swoim zakładzie pracy. Został delegatem i członkiem prezydium uformowanego w Stoczni Gdańskiej Międzyzakładowego Komitetu Strajkowego. Po podpisaniu porozumień sierpniowych wstąpił do „Solidarności”, przewodniczył komisji wydziałowej związku. Po wprowadzeniu stanu wojennego został internowany 13 grudnia 1981, zwolnienie uzyskał 27 lutego 1982. W tym samym roku wyemigrował do Stanów Zjednoczonych.
Odznaczony Krzyżem Oficerskim Orderu Odrodzenia Polski (2006). Wyróżniony tytułem honorowego obywatela Gdańska (2000).